# Трипоясен броненосец
Трипоясен броненосец (Tolypeutes tricinctus) е вид бозайник от семейство Броненосцови (Chlamyphoridae). Видът е световно застрашен, със статут Уязвим.

## Разпространение
Разпространен е в Бразилия (Алагоас, Баия, Гояс, Мараняо, Минас Жерайс, Параиба, Пернамбуко, Пиауи, Рио Гранди до Норти, Сеара, Сержипи и Токантинс).